# Mark Mast

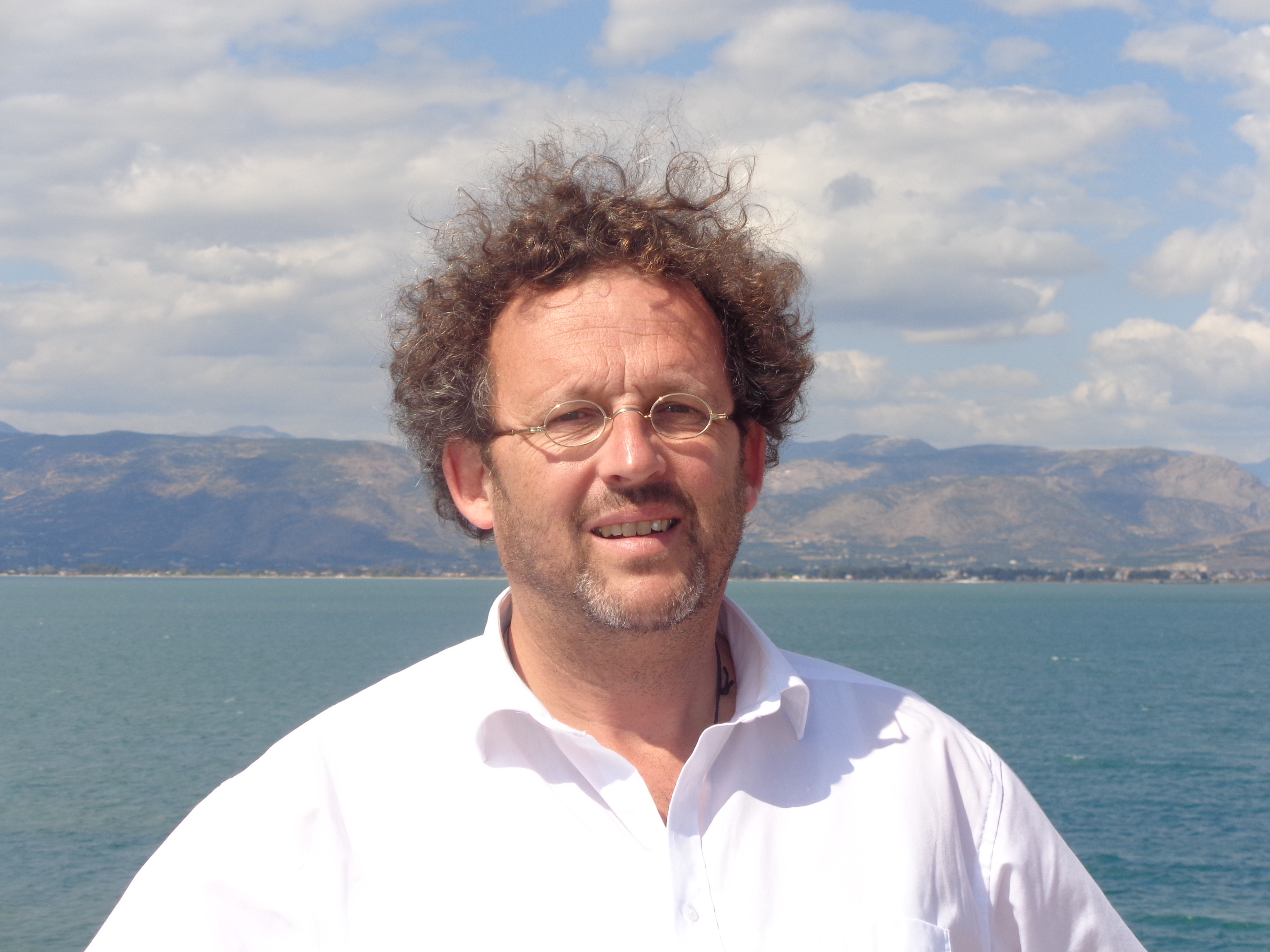
Mark Mast

Mark Mast (* 1963 in Baiersbronn-Mitteltal im Schwarzwald) ist ein deutscher Dirigent und Intendant.
Mark Mast ist Dirigent, künstlerischer Leiter mehrerer Festivals und Institutionen sowie Pädagoge. Er studierte Musik in Heidelberg und später in Paris und München. Wichtige Impulse für seine Laufbahn als Dirigent erhielt er von Leonard Bernstein und von Sergiu Celibidache.

## Bedeutung als Dirigent
Seit Jahren arbeitet er auf dem Gebiet der Historischen Aufführungspraxis mit dem Barockorchester L’arpa festante zusammen, widmet sich aber ebenso zeitgenössischer Musik. Hier ist insbesondere die intensive Auseinandersetzung mit Werken von Komponisten des 20. Jahrhunderts wie Carl Orff, Werner Egk, Karl Amadeus Hartmann, Sergiu Celibidache und Wilfried Hiller zu nennen. Viele Werke zeitgenössischer Komponisten (u. a. Cecil Effinger, Wolfram Graf, Jörg Riedlbauer, Joseph Schwantner) hat er beauftragt und brachte sie zur Uraufführung oder Erstaufführung.
Er dirigiert als Gast regelmäßig deutsche Klangkörper (wie das Stuttgarter Kammerorchester, die Württembergische Philharmonie Reutlingen, die Baden-Badener Philharmonie, das Südwestdeutsche Kammerorchester Pforzheim, das Württembergische Kammerorchester Heilbronn, die Nürnberger Sinfoniker, Hofer und Münchner Symphoniker, das SWR Sinfonieorchester Baden-Baden und Freiburg sowie die Philharmonie der Nationen) und internationale Orchester
(Camerata Athen in Griechenland, das Lettische Nationalorchester Riga, das Orchester des Slowenischen Nationaltheaters, das Orchestra Ensemble Kanazawa in Japan). Dabei arbeitete er mit Solisten wie Daniel Müller-Schott, Justus Frantz, August Everding, aber auch Loriot, Hellmuth Matiasek und Konstantin Wecker zusammen. Opern-, Ballett- und Filmproduktionen z. B. im Münchner Prinzregententheater, am Volkstheater Rostock, am Slowenischen Nationaltheater in Ljubljana sowie am Landestheater Eisenach bezeugen seine Vielseitigkeit als Dirigent. Als Musikalischer Leiter der Festspiele Orff in Andechs dirigierte Mark Mast von 1998 bis 2009 alle dortigen Musiktheaterproduktionen und brachte dabei vielfach den Mond, Die Bernauerin, Die Kluge, Astutuli und den Sommernachtstraum von Carl Orff sowie den Goggolori von Wilfried Hiller zur Aufführung.
Seit 1998 ist Mark Mast Künstlerischer Leiter des Schwarzwald-Musikfestivals, das sich dank seines Konzepts aus kleinen Anfängen zu einem überregional beachteten Ereignis entwickelt hat.
2001 wurde er zum Intendanten der Sergiu-Celibidache-Stiftung berufen. Für sie konzipierte und leitete er 2002 erstmals das Sergiu-Celibidache-Festival, das 2004 erneut in München stattfand. Das 3. Sergiu-Celibidache-Festival fand im Oktober 2006 in Iași (Rumänien) statt.
Mark Mast wurde Anfang 2006 zum Principal Guest Conductor der Moldawischen Staatsphilharmonie Iași berufen. 2008 wurde Mark Mast für seine vielseitige und erfolgreiche Arbeit als Dirigent und Künstlerischer Leiter mit dem Werner-Egk-Preis der Stadt Donauwörth ausgezeichnet.
Im Mai 2010 gründete der die „Orff-Tage der Bayerischen Philharmonie“ im Prinzregententheater in München und brachte in diesem Rahmen nach der Uraufführung der in seinem Auftrag entstandenen Carmina bavariae von Konstantin Wecker die Carmina burana von Carl Orff als auch an zwei Abenden hintereinander jeweils das komplette trittico teatrale Trionfi (Carmina Burana - Catulli Carmina - Trionfo di Afrodite) von Carl Orff zu Aufführung.
Die Arbeit von Mark Mast ist geprägt vom Verständnis eines Kapellmeisters, der sein Handwerk in den Dienst der Sache des Komponisten stellt. Als zentrales Anliegen seiner Tätigkeit begreift er auch den lebendigen Dialog mit den Künstlern aller Sparten ebenso wie mit dem Publikum. „Wenn das Hinhören und Lauschen die Sprache unserer Seele und unseres Herzens zum Klingen bringt, dann kann Stille zur Musik werden.“
2018 war  er Mitgestalter und Mitglied der Jury des ersten Wolf Durmashkin Composition Awards sowie Dirigent der Preisträgerkonzerte.
Mark Mast lebt mit seiner Familie in München.

## Bedeutung als Pädagoge
Als Chefdirigent und Intendant der  Bayerischen Philharmonie ist Mast seit vielen Jahren intensiv pädagogisch tätig. Dabei verantwortet sowohl künstlerisch als auch pädagogische die Arbeit der Klangkörper Kinderphilharmonie München, Münchner Jugendorchester, Junge Münchner Philharmonie sowie des Chors der Bayerischen Philharmonie. Dabei kooperiert er regelmäßig mit Mitgliedern renommierter Orchester wie unter anderem der Münchner Philharmoniker, des Orchesters der Bayerischen Staatsoper sowie des Symphonieorchesters des Bayerischen Rundfunks. Neben zahlreichen internationalen Konzertreisen in verschiedene Länder Europas und die USA liegen dabei die Schwerpunkte seiner Arbeit auf Orchester- und Opernakademien sowie sinfonischen Meisterklassen, bei denen er beispielsweise mit Zubin Mehta, Colin Davis und Esa-Pekka Salonen zusammenarbeitet.